# Messier 60
Messier 60 (também conhecida por M60 ou por NGC 4649) é uma galáxia elíptica com aproximadamente 120.000 anos-luz de diâmetro, encontra-se na constelação de Virgo sendo o terceiro objeto mais brilhante do aglomerado de Virgem. A galáxia Messier 60 e a galáxia vizinha M59 foram ambas descobertas por Johann Gottfried Koehler em Abril de 1779, esta descoberta ocorreu por acidente, já que aconteceu durante as observações de um cometa que por acaso estava na mesma posição.

## Descoberta e visualização
A galáxia foi descoberta pelo alemão Johann Gottfried Köhler em 11 de abril de 1779, juntamente com Messier 59 enquanto observava um cometa naquele ano, também observado por Barnaba Oriani, que não observou Messier 59, e Charles Messier, que também redescobriu independentemente a galáxia e Messier 60 quatro dias depois e descobriu Messier 58, que Köhler não observou apesar da proximadade dessa galáxia às outras duas. Segundo Messier, é uma galáxia mais brilhante do que M58 e M59.

## Características

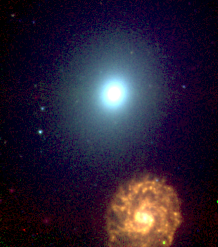
Messier 60, Telescópio Espacial Spitzer

É uma das maiores galáxias elípticas pertencentes a aglomerado de galáxias de Virgem. Situado a uma distância de 60 milhões de anos-luz da Terra, o diâmetro aparente de seu semi-eixo maior de 7 minutos de grau corresponde a um diâmetro real de 122 000 anos-luz. Entretanto, com pequenos telescópios amadores é possível visualizar apenas seu núcleo galáctico de diâmetro aparente de 4 x 3 minutos.
Sua magnitude aparente 9 corresponde a uma galáxia brilhante, de magnitude absoluta -22,3, correspondendo a uma luminosidade 60 bilhões de vezes maior do que a luminosidade solar. De acordo com William E. Harris, M60 contém 5 100 aglomerados globulares em seu halo. Segundo pesquisas realizadas com o Telescópio Espacial Hubble, há evidências sobre a existência de um buraco negro supermaciço seu seu núcleo, com massa equivalente a 2 bilhões de vezes a massa solar.
Apenas uma supernova foi descoberta em M60, SN 2004W, mas seu brilho já havia sido diminuído no momento de sua descoberta, a uma magnitude aparente 18,8. Foi uma supernova tipo Ia subluminosa que explodiu mais de seis meses antes da descoberta, mas que passou despercebida devido à conjunção da galáxia com o Sol. A galáxia M60, encontra-se a 2'.5 da galáxia NGC 4647, os discos ópticos das duas galáxias sobrepõem-se o que sugere que há interacção entre elas. Imagens fotográficas das duas galáxias não revelam qualquer interacção gravitacional entre elas, o que não era de prever já que estão muito próximas uma da outra.

## Galeria

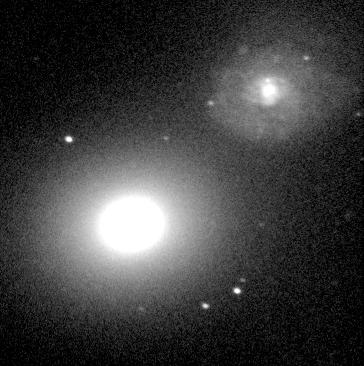
Messier 60, NASA
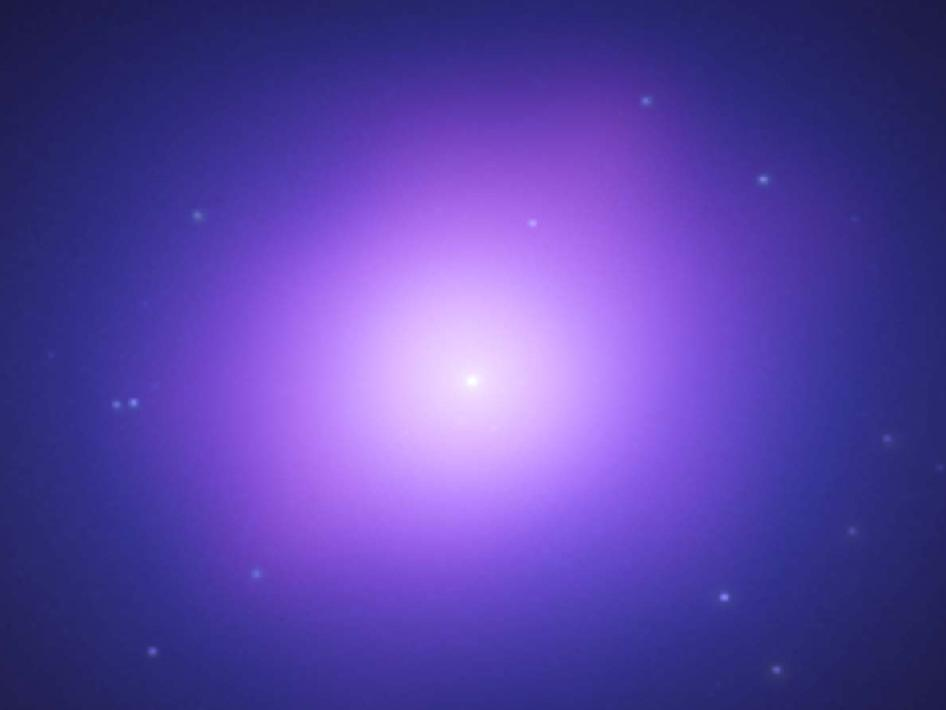
Messier 60, Observatório de raios-X Chandra
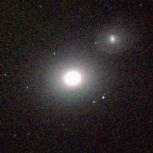
Messier 60, projeto 2MASS